# Frans de Munck
Frans de Munck (* 20. August 1922 in Goes; † 24. Dezember 2010 in Arnheim) war ein niederländischer Fußballtorhüter. Er wurde mit DOS aus Utrecht Niederländischer Meister und gewann mit Fortuna’54 den KNVB-Pokal. Vier Jahre lang war er beim deutschen Oberligisten 1. FC Köln aktiv. Von 1949 bis 1960 absolvierte er in der Nationalmannschaft 31 Länderspiele. Aufgrund seiner schwarzen Haarpracht, seines meist schwarzen Trikots und seiner katzenartigen Reflexe wurde de Munck auch der „schwarze Panther“ genannt.

## Karriere

### Anfänge in Goes und Sittard
De Munck begann seine Karriere bei der VV Goes aus der Geburtsstadt in seiner seeländischen Heimat, der er sich bereits mit acht Jahren anschloss. In der Anfangszeit spielte er als Mittelstürmer, ehe er aufgrund einer Knieverletzung ins Tor wechselte. Dort machte er seine Sache so gut, dass er bereits mit 15 Jahren erstmals zum Torhüter der ersten Mannschaft berufen wurde. Noch während des Krieges wechselte er nach Limburg zum Sittarder Klub Sittardse Boys. Hier spielte er in der höchsten niederländischen Liga und kam nach dem Krieg in den Kreis zunächst der B- und wenig später auch der A-Nationalmannschaft. Schon 1947 erhielt er ein Angebot des FC Barcelona, als Profi nach Katalonien zu wechseln. Er lehnte ab, um seine Chance auf die Nationalmannschaft nicht zu gefährden, in der er dann auch 1949 debütierte. 1950 unterbreitete ihm der AFC Ajax ein Angebot. Der Wechsel nach Amsterdam war eigentlich perfekt; doch als ruchbar wurde, dass er von den Sittardern Geld erhalten hatte – zu dieser Zeit hielt der KNVB noch streng am Amateurprinzip fest – wurde nichts daraus; im Gegenteil: de Munck wurde vom KNVB für ein Jahr gesperrt. Darauf wechselte er wie viele der besten niederländischen Fußballspieler seiner Zeit ins Ausland.

### Legionär beim 1. FC Köln
Beim deutschen West-Oberligisten 1. FC Köln war de Munck der erste Legionär, der für den wegen des Ziegenbocks im Vereinswappen „Geißböcke“ genannten Klub spielte. Er war bereits in seinem ersten Jahr in Köln – „auf der Linie und in der Beherrschung des Strafraumes gleichermaßen stark“ – Garant dafür, dass die Kölner die Saison in der Oberliga West mit den wenigsten Gegentoren abschlossen, was dennoch nur zum vierten Platz reichte. In seinem zweiten Jahr am Rhein bekam er Fritz Herkenrath als Konkurrenten. Der spätere deutsche Nationaltorwart verließ den Verein jedoch nach zwölf Monaten, da er keine Chance sah an dem holländischen Keeper vorbeizukommen. Dieser lockte aufgrund seiner attraktiven und imposanten Erscheinung auch zahlreiche Frauen ins Stadion. Der 1. FC Köln schloss die folgenden Spielzeiten mit dem fünften (und erneut den wenigsten Gegentoren) und zweiten Platz ab, ehe er 1954 die Westmeisterschaft für sich entscheiden konnte. In der Endrunde um die deutsche Meisterschaft scheiterte der FC knapp und das DFB-Pokalfinale gegen den VfB Stuttgart ging mit 0:1 verloren. Anschließend verließ de Munck die Kölner und ging zurück in sein Heimatland, wo mittlerweile ebenfalls der Profifußball Einzug gehalten hatte. Außer in 100 Oberligaspielen, in denen er zwei Tore erzielte, stand er für den 1. FC Köln auch in sieben Spielen der Endrunde um die deutsche Meisterschaft, drei Spielen um den Westpokal und zwei Spielen um den DFB-Pokal zwischen den Pfosten.

### Titel mit Fortuna’54 und DOS
De Munck schloss sich dem neu gegründeten ersten niederländischen Profiverein Fortuna’54 aus Geleen an, der zunächst in der Profiliga des Profiverbands NBVB, dann in der Fusionsliga mit den Teams des KNVB und ab 1956 in der neuen Eredivisie antrat. Mit den Fortunen gewann de Munck 1957 durch einen 4:2-Sieg im Finale gegen Feijenoord den KNVB-Pokal, ehe er zu DOS, einem Vorgängerverein des FC Utrecht wechselte. Diesem verhalf er gleich in seiner ersten Saison zur ersten und bis 2010 einzigen Meisterschaft – allerdings benötigten die Utrechter dazu ein Entscheidungsspiel, das erst in der dritten Verlängerung durch ein Tor von Tonny van der Linden gegen den von Abe Lenstra angeführten Sportclub Enschede entschieden wurde. Im anschließenden Europapokal schied DOS mit de Munck im Tor bereits in der Vorrunde nach zwei Niederlagen (3:4 und 1:2) gegen den Sporting Clube aus Lissabon aus.

## Nationalmannschaft
1949 vertrat er zweimal die Oranje-Farbe des KNVB in der A-Nationalmannschaft. Im Freundschaftsspiel gegen Frankreich am 23. April 1949 debütierte er dabei anstelle von Stammtorhüter Piet Kraak, wo ihn beim 4:1-Sieg nur Jean Baratte in der dritten Minute überwinden konnte. Beim 2:1-Sieg im nächsten Match in und gegen Dänemark stand er dann noch einmal zwischen den Pfosten. Wegen seiner anschließenden Sperre und in seiner Zeit als Profi in Köln durfte er nicht mehr für die Nationalmannschaft antreten.
Allerdings nahm er einen Monat nach der Flutkatastrophe im Februar 1953, die weite Teile Hollands heimgesucht hatte, in einer Auswahl niederländischer Auslandsprofis an einem Benefizspiel vor 40.000 Zuschauern im Prinzenpark gegen Frankreich vor 40.000 Zuschauern teil. Dieses Spiel ging als Watersnoodwedstrijd in die Geschichte ein.
Ein Jahr später gab er – erneut gegen Dänemark – sein Comeback in der nunmehr auch für Berufsfußballspieler offenen Nationalmannschaft, deren Stammtorhüter er bis 1960 blieb. Nur sechsmal blieb de Munck in seinen Länderspielen allerdings ohne Gegentor; die höchste Niederlage war 1957 ein 1:5 in Madrid gegen Spanien, bei der Alfredo di Stéfano dreimal gegen den Niederländer traf. Seinen letzten Einsatz in der Elftal hatte er am 24. April 1960, genau elf Jahre und einen Tag nach seinem Debüt, bei einer 1:2-Niederlage in Antwerpen gegen Belgien.

## Neben und nach der aktiven Zeit
In seiner Zeit beim 1. FC Köln arbeitete de Munck, wie viele seiner Mannschaftskameraden, in der Kölner Niederlassung des Kaufhauses Kaufhof. Während seiner Zeit bei den „Geißböcken“ wirkte er sogar als Schauspieler in einem Film („Das ideale Brautpaar“) von Regisseur Robert Adolf Stemmle mit, der 1954 in die Kinos kam. Darin spielte er den Jürgen Busse, eine Rolle die ihm nicht sonderlich schwerfiel, da ihm diese Figur auf den Leib geschrieben wurde und er quasi sich selbst darstellte. Unter anderem wirkten dabei auch Liane Croon, Elisabeth Flickenschildt und Lonny Kellner sowie de Muncks Mannschaftskamerad Hans Schäfer mit.
Nach Abschluss seiner aktiven Laufbahn wirkte er in den Niederlanden und Belgien einige Jahre als Trainer.
Frans de Munck starb am 24. Dezember 2010 mit 88 Jahren in Arnheim.

## Erfolge
als Spieler

- 1954: DFB-Pokal-Finale (mit dem 1. FC Köln)
- 1957: Niederländischer Pokalsieger (mit Fortuna’54)
- 1958: Niederländischer Meister (mit DOS)

als Trainer
- 1970: Belgischer Pokalsieger (mit Club Brugge)